# ماثيو بيل
ماثيو بيل (بالإنجليزية: Matthew Bell)‏ (3 يناير 1992 بستوك أون ترينت في المملكة المتحدة - ) هو لاعب كرة قدم بريطاني في مركز الوسط. لعب مع نادي مانسفيلد تاون.

## وصلات خارجية
- ماثيو بيل على موقع قاعدة بيانات كرة القدم.إي يو (الإنجليزية)
- ماثيو بيل على موقع ناشيونال فوتبول تيمز (الإنجليزية)
- ماثيو بيل على موقع Soccerway.com (الإنجليزية)